# Dordrechter Synode

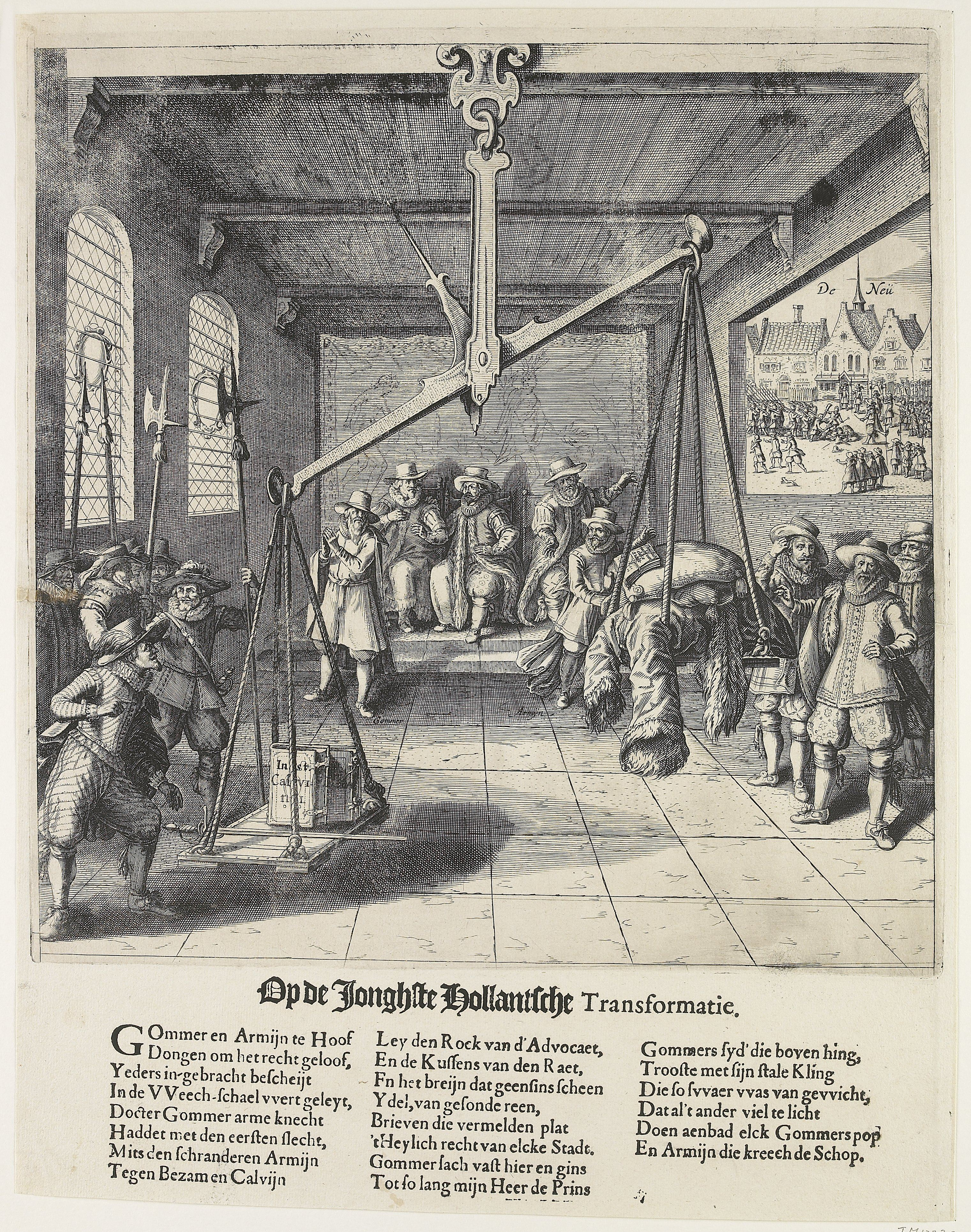
Allegorie des Disputs zwischen Remonstranten (rechts) und Contraremonstranten (links): Die Waage neigt sich auf der Seite der Contraremonstranten, aber deshalb, weil Moritz von Oranien sein politisches Gewicht zu ihren Gunsten einbringt, symbolisiert durch das Schwert (Zeitgenössischer Kupferstich: Op de Jonghste Hollantsche Transformatie, Rijksmuseum)

Die Dordrechter Synode (auch Synode von Dordt) war eine nationale Versammlung der niederländischen reformierten Kirche unter Beteiligung von ausländischen reformierten Delegationen, die vom 13. November 1618 bis zum 9. Mai 1619 in Dordrecht stattfand. Die Möglichkeit einer solchen internationalen Zusammenkunft bot ein zwölfjähriger Waffenstillstand (1609–1621) während des Achtzigjährigen Krieges. Auf der Synode wurde vordergründig eine theologische Problematik verhandelt: Um zu begründen, dass die Menschen allein aus Gnade und nicht wegen ihrer guten Werke erlöst werden und das ewige Heil erlangen, lehrte Johannes Calvin († 1564), Gott habe einen Teil der durch den Sündenfall verlorenen Menschen zum Heil bestimmt und die übrigen sich selbst und dem Verderben überlassen (doppelte Prädestination). An den niederländischen Universitäten gab es dazu verschiedene Meinungen. Jacobus Arminius und seine Anhänger, die Remonstranten, schätzten die menschliche Willensfreiheit so ein, dass man damit der göttlichen Gnade auch Widerstand leisten und folglich aus dem Stand der Erwählung herausfallen könnte. Gottes Vorherbestimmung interpretierte Arminius so, dass der allwissende Gott vorhergesehen habe, wie sich die einzelnen Menschen im Lauf ihres Lebens bewährten. Die Contraremonstranten, deren Positionen auf der Synode für verbindlich erklärt wurden, lehrten dagegen, dass Gottes Gnade unwiderstehlich wirke, die Erwählten sie also nicht verlieren könnten und das subjektiv auch wüssten. Eine Abmilderung der Lehre von der doppelten Prädestination brachte Dordrecht insofern, als Gottes Erwählung nun eher als Reaktion auf den Sündenfall (infralapsarisch) interpretiert wurde und eine Festlegung auf die (supralapsarische) Extremposition vermieden wurde, wonach Gott von Ewigkeit her und unabhängig vom Sündenfall Menschen erwählt bzw. verworfen habe. Die Lehrregeln von Dordrecht lassen aber beide Interpretationen zu.
In dem politischen Machtkampf zwischen dem Statthalter Moritz von Oranien und dem Landesadvokaten Johan van Oldenbarnevelt protegierte Oldenbarnevelt die Minderheit der Remonstranten. Sein politischer Einfluss hatte ihnen in den Jahren zuvor genutzt, aber bereits vor Beginn der Synode wurde Oldenbarnevelt durch einen Coup des Statthalters verhaftet. Sein Sturz stand bevor. Damit war auch für die Zeitgenossen klar, dass die Synode von Dordrecht von Contraremonstranten dominiert war und die Remonstranten verurteilen würde. Die Herausforderung bestand eher darin, das durch die jahrelangen Streitigkeiten beschädigte Bild einer einträchtigen reformierten Kirche neu zu bekräftigen und durch die Sitzungen der Synode auch sichtbar und erfahrbar zu machen.
Die Synode hatte durch die stimmberechtigten Delegationen aus mehreren europäischen Staaten ein internationales Gepräge. Der junge Staat der Niederlande wurde damit aufgewertet, und Moritz von Oranien erzielte einen Prestigegewinn.

## Politische Rahmenbedingungen
Seit dem Beginn des Unabhängigkeitskrieges gegen Spanien gestanden die Provinzen der Niederlande der reformierten Kirche, deren Mitglieder höchstens ein Fünftel der Gesamtbevölkerung ausmachten, eine privilegierte Stellung zu: Sie war die einzige öffentliche Kirche (publieke kerk). Andere Konfessionen und Religionen wurden geduldet.
Das politische System der Niederlande blieb im Grunde auch nach der Lossagung von Spanien so, wie es war, nur dass der Statthalter des spanischen Königs jetzt der Statthalter der Republik war. Dieses Amt wurde innerhalb der Familie Wilhelms von Oranien vererbt. Die provinzialen Ständeversammlungen bildeten ein politisches Gegengewicht zum Statthalter. In der mächtigsten Provinz, Holland, hieß diese Ständeversammlung die Staaten von Holland; der Landesadvokat Johan van Oldenbarnevelt war ihr Sprecher und hatte auch im provinzübergreifenden Zusammenschluss der Ständeversammlungen (den Generalstaaten) viel Macht. Sein Gegenüber war der Statthalter Moritz von Oranien. Eine Zeitlang ergänzten sich Oldenbarnevelt als Diplomat und Moritz als Militärführer optimal, doch gerieten sie während des von Oldenbarnevelt ausgehandelten Zwölfjährigen Waffenstillstands mit Spanien zunehmend in einen Interessengegensatz. Dieser Waffenstillstand bildet nun das Zeitfenster, in dem die Synode von Dordrecht tagte.

## Konflikt zwischen Arminius und Gomarus

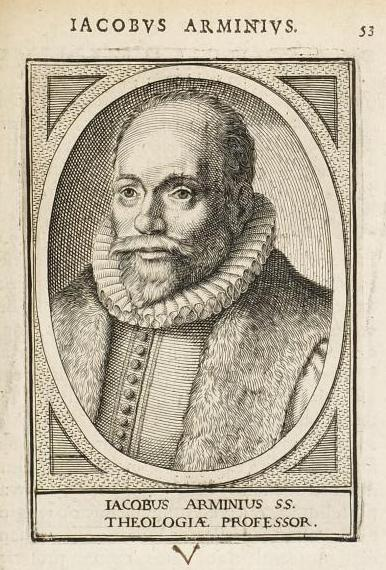
Jacobus Arminius (1614)

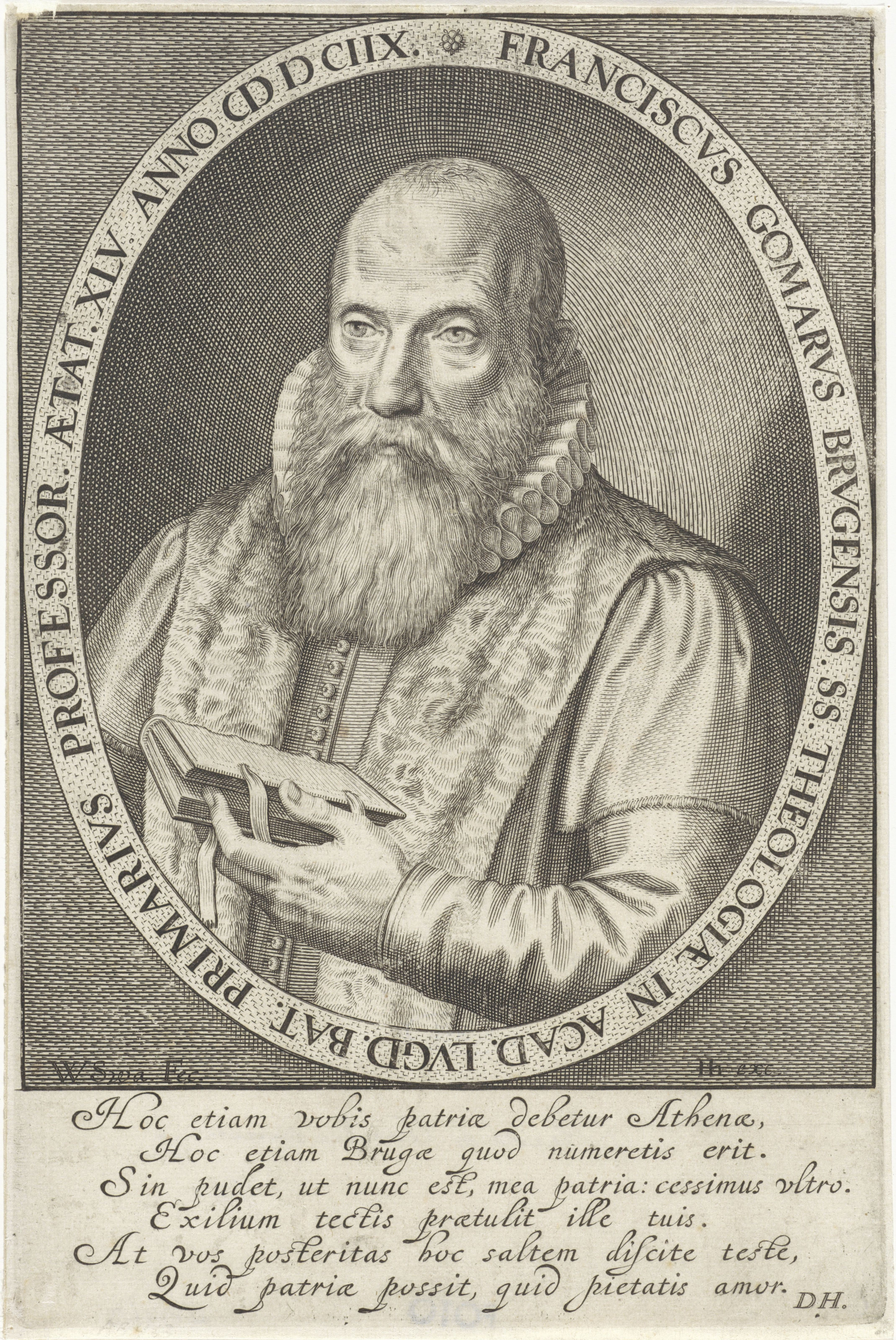
Franciscus Gomarus (1608)

Die theologischen Streitigkeiten, die in Dordrecht verhandelt wurden, lassen sich bis ins späte 16. Jahrhundert zurückverfolgen. Die Differenzen waren eine Folge davon, dass im niederländischen Reformiertentum verschiedene Traditionen zusammengekommen waren: Impulse des Erasmus von Rotterdam etwa bei Jacobus Arminius, die Lehre von der doppelten Prädestination der Genfer Johannes Calvin und Théodore de Bèze bei Franciscus Gomarus.
Caspar Coolhaes, Hermannus Herbertsz und Cornelis Wiggertsz werden in den Synodalakten als diejenigen Theologen benannt, die bereits vor dem Auftreten von Jacobus Arminius von dem (angenommenen) reformierten Lehrkonsens abweichende Positionen vertreten hätten. Gemäßigte und strenge Auslegungen der reformierten Lehre gab es schon lange. Nun aber erhielten beide ein Gesicht: Arminius und Gomarus. Der Konflikt beider Theologen begann 1603 damit, dass der Leidener Theologieprofessor Gomarus versuchte, die Berufung des Arminius auf einen Lehrstuhl der Universität Leiden zu verhindern. Ein Gespräch zwischen beiden legte den Streit vorübergehend bei. Aber die Lehrtätigkeit des Arminius in Leiden führte bald zu neuen Protesten des Gomarus. Dabei ging es um ein Ineinander von drei Themen, die dem Streit seine Komplexität gaben und die auch die Dordrechter Synode bestimmen sollten:
- die Prädestinationslehre;
- die bleibende Bedeutung der Bekenntnisschriften (in den Niederlanden: Confessio Belgica und Heidelberger Katechismus);
- die Beziehung zwischen Staat und Kirche.

Bei der Frage der Bekenntnisschriften stand auf dem Spiel, welche Partei sich zu Recht auf die reformierten Ursprünge und den Beginn des Freiheitskampfs gegen Spanien (interpretiert als Kampf um die wahre Religion) berufen konnte. Den Arminianern wurde vorgeworfen, neue Lehren einzuführen und damit die traditionelle Lehre zu verwässern. Sie reagierten darauf, indem sie die Bibel für viel wichtiger und altehrwürdiger als die Bekenntnisschriften erklärten. Der Hofprediger Johannes Uytenbogaert, ein prominenter Arminianer, erklärte: „Die Geschichte von vierzig Jahren, mit der die Contraremonstranten sich brüsten, ist eine echte Neuheit verglichen mit der Geschichte der Heiligen Schrift und des Urchristentums.“
Schon 1607 tagte ein vorbereitender Konvent, der die Tagesordnung der geplanten Nationalsynode festlegen sollte. Gomarus und Arminius nahmen daran teil. Die Gruppe um Arminius konnte sich mit ihrem Wunsch nicht durchsetzen, die Synode mit einer Revision der Texte von Confessio Belgica und Katechismus zu beauftragen. Es wurde nur grundsätzlich festgestellt, dass Bekenntnisschriften stets anhand der Bibel überprüfbar sein sollten. Johan van Oldenbarnevelt verhinderte über die Staaten von Holland vorübergehend die Einberufung der Generalsynode. Die Lösung des Konflikts an eine nationale Synode zu übertragen war heikel, weil die Provinzialsynoden dafür Kompetenzen aus der Hand geben mussten. Der Landesadvokat Oldenbarnevelt nahm die Minderheit der Arminianer unter seinen Schutz, weil er hier eine Möglichkeit sah, die reformierte Kirche stärker unter die Kontrolle des Staates zu bringen. Die Anhänger des Gomarus, von ihren Gegnern auch Calvinisten genannt, bildeten die Mehrheit der Pfarrerschaft. Ihnen ging es um die Autonomie der Kirche.
Vor einer Konferenz der Staaten von Holland hatten Arminius (am 30. Oktober 1608) und Gomarus (am 20. Dezember 1608) ihre jeweilige Position dargelegt:
- Arminius bestritt die doppelte Prädestination und lehrte eine Vorherbestimmung aufgrund des Vorherwissens Gottes; Christus sei für alle Menschen gestorben und die Gnade wirke nicht unwiderstehlich.
- Gomarus erklärte die Rechtfertigungslehre des Arminius für häretisch (pelagianisch) und verglich dessen Auffassungen mit denen von Jesuiten; durch diesen Auftritt eskalierte der Konflikt erheblich und wurde, bis dahin ein Streit zweier Leidener Professoren, auch überregional bekannt.[9]

Am 19. Oktober 1609 starb Arminius unerwartet, aber der polemisch geführte Streit um seine Theologie ging weiter. 43 Gesinnungsgenossen, die nach ihm als Arminianer bezeichnet wurden, legten am 14. Januar 1610 den Ständen von Holland und Westfriesland ein mit „Remonstrantie“ (Widerspruch) überschriebenes Glaubensbekenntnis in fünf Artikeln vor. Die Remonstrantie blieb in den Formulierungen möglichst nahe an traditionellen reformierten Texten. Die mit dem Dokument angesprochenen Magistrate sollten so für die Sache des Arminius gewonnen werden (wie sich später zeigte, dachten einige Arminianer radikaler, als dies in der Remonstrantie zum Ausdruck kommt.). Fortan wurden sie auch „Remonstranten“ genannt, ihre Gegner „Gomaristen“.
Die Staaten von Holland beriefen Befürworter und Bestreiter der fünf Artikel zur Haagschen Konferenz (März bis Mai 1611) ein; dabei legten die Gegner (Contraremonstranten) ihre Entgegnung zu den remonstrantischen Artikeln vor.
Hier eine (vereinfachte) Übersicht der gegensätzlichen Positionen:
| Remonstranten | Contraremonstranten |
| --- | --- |
| Durch den Sündenfall ist die ganze Menschheit verloren. Gott hat aber beschlossen, diejenigen, die durch Einwirkung des Heiligen Geistes an Christus glauben, zu retten und die übrigen als Christus-Fremde in ihrer Sünde zu belassen und zu verdammen. | Durch den Sündenfall ist die ganze Menschheit verloren. Gott hat aber einige Menschen zur Erlösung vorherbestimmt und entreißt sie dem Verderben, dem er die übrigen Menschen überlässt.                                                                          |
| Dass Jesus Christus am Kreuz gestorben ist, ist zwar an sich ein so großes Opfer, dass es zur Sühne der Sünden aller Menschen gereicht hätte. Aber nur den Gläubigen kommt dies auch zugute.                                                             | Dass Jesus Christus am Kreuz gestorben ist, geschah, um die Erwählten zu erlösen. Es ist zwar an sich ein so großes Opfer, dass es zur Sühne der Sünden aller Menschen gereicht hätte. Aber nur in den Erwählten, den wahren Gläubigen, entfaltet es seine Kraft. |
| Durch die vom Heiligen Geist bewirkte Wiedergeburt (und nicht als eigene Leistung) erlangt ein Mensch den seligmachenden Glauben. | Der Heilige Geist verändert die erwählten Menschen äußerlich und innerlich, so dass sie zum Glauben kommen. |
| Nur durch Gottes Gnade kann der Mensch Gutes tun, aber er kann sich der Gnade aktiv widersetzen. | Der Heilige Geist verändert die erwählten Menschen äußerlich und innerlich, so dass sie zum Glauben kommen. |
| Jesus Christus steht den Gläubigen in allen Versuchungen bei, aber möglicherweise (dies ist noch zu klären) können Menschen aus Fahrlässigkeit oder Trägheit aus der Gnade herausfallen.                                                                 | Die Erwählten haben dieses Privileg nicht ihrem Glauben oder ihrer Bekehrung zu verdanken, sondern Gott hat ihnen, weil er sie erwählt hat, auch den Glauben und die Beständigkeit geschenkt.                                                                     |
| Jesus Christus steht den Gläubigen in allen Versuchungen bei, aber möglicherweise (dies ist noch zu klären) können Menschen aus Fahrlässigkeit oder Trägheit aus der Gnade herausfallen.                                                                 | Der Heilige Geist verhindert, dass die Erwählten den Glauben ganz verlieren können. |
| Jesus Christus steht den Gläubigen in allen Versuchungen bei, aber möglicherweise (dies ist noch zu klären) können Menschen aus Fahrlässigkeit oder Trägheit aus der Gnade herausfallen.                                                                 | Die wahren Gläubigen tun gute Werke. Es ist unmöglich, dass solche „Früchte der Dankbarkeit“ völlig ausbleiben. |

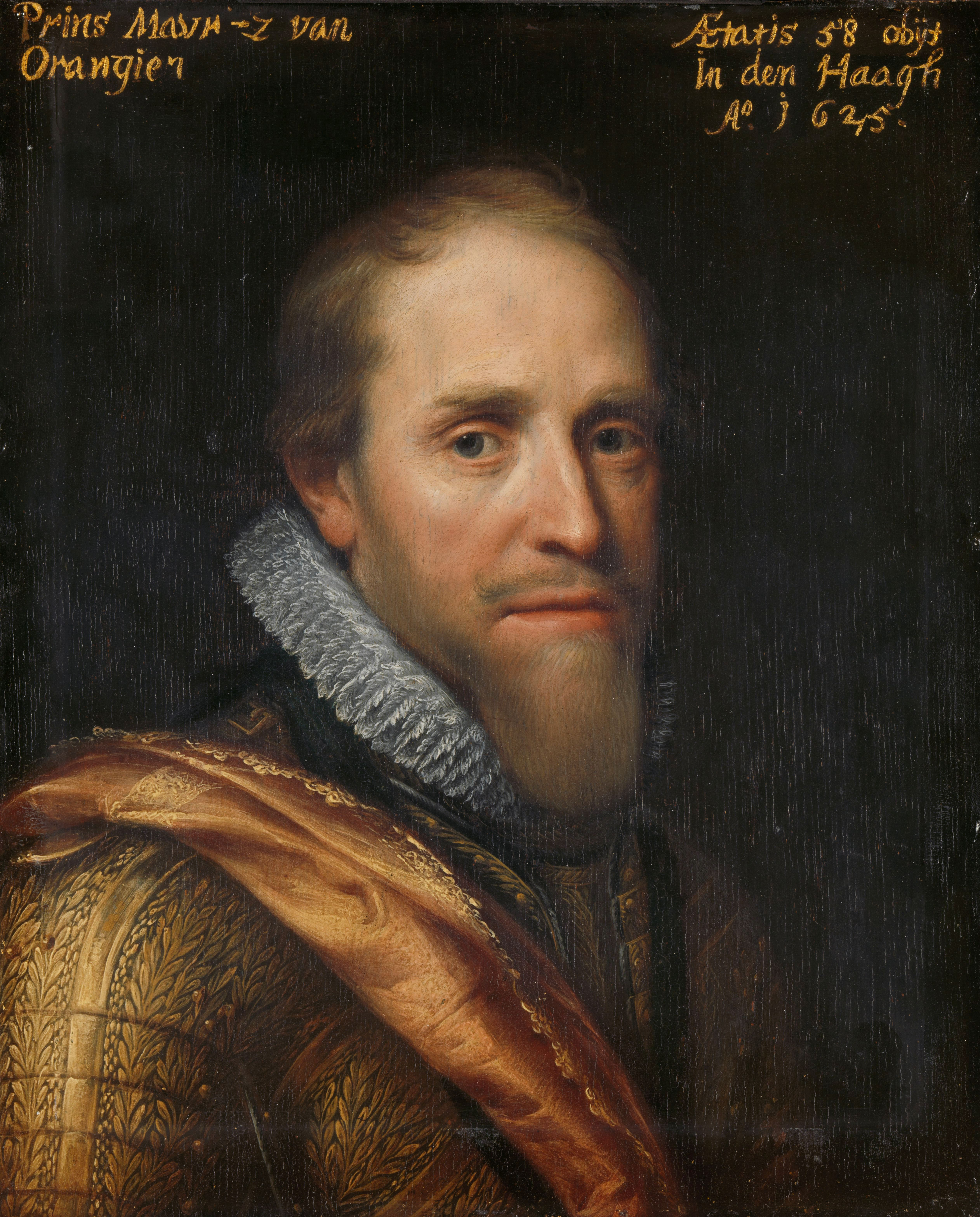
Moritz von Oranien (Michiel van Mierevelt, vor 1633, Rijksmuseum)

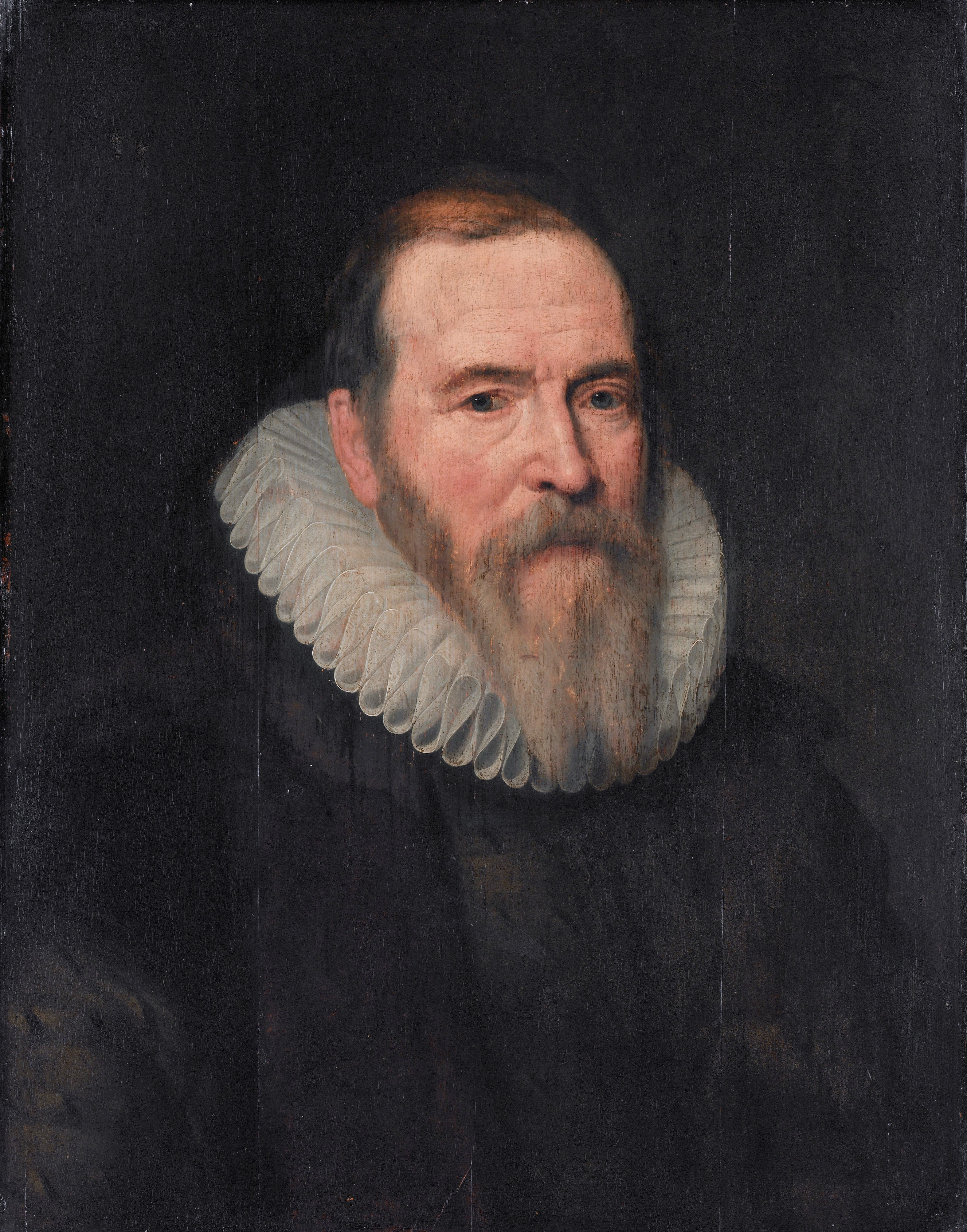
Johann van Oldenbarnevelt (Werkstatt des Michiel van Mierevelt, um 1616, Rijksmuseum)

Johannes Uytenbogaert veranlasste unterdessen, dass Conradus Vorstius den vakanten Lehrstuhl des Arminius erhielt. Vorstius war zuvor Professor an der Hohen Schule Steinfurt gewesen. Als Vorstius im Mai 1611 sein Amt in Leiden antrat, gab Gomarus aus Protest seine Leidener Professur auf und wurde Pfarrer in Middelburg. Ab 1618 war er Professor an der Universität Groningen. König Jakob I. griff von England aus in die Verhältnisse der Universität Leiden ein und bewirkte über Oldenbarnevelt, dass Vorstius seine Professur wieder aufgab und eine Pfarrstelle in Gouda antrat. Nun waren beide Lehrstühle der Hauptkontrahenten in Leiden vakant, und die beiden Nachfolger waren klar dem jeweiligen Lager zugeordnet: Johannes Polyander a Kerckhoven (für Gomarus) und Simon Episcopius (für Arminius). Vergeblich versuchten die Staaten von Holland 1614, über eine von Hugo Grotius ausgearbeitete Kompromisslösung den Frieden in der niederländisch-reformierten Kirche wiederherzustellen; die Parteibildung ließ sich nicht mehr aufhalten und führte zu überregionalen Organisationen von Remonstranten und Contraremonstranten.
Der Statthalter Moritz von Oranien besuchte am 23. Juli 1617 einen Gottesdienst der Contraremonstranten in der Kloosterkerk in Den Haag und bezog damit persönlich Partei. Spätestens ab jetzt waren kirchlich-theologische Fragen mit der niederländischen Innenpolitik verquickt, wobei die politische Auseinandersetzung zwischen Moritz von Oranien und Johan van Oldenbarnevelt ausgetragen wurde. Oldenbarnevelt interpretierte Moritz’ Kirchenbesuch (wohl zutreffend) als Provokation und reagierte mit der Scharfen Resolution (Scherpe resolutie), die städtischen Magistraten das Recht gab, Milizen (waardgelders) anzuheuern, um die Tolerierung der Remonstranten in der Kirchenöffentlichkeit durchzusetzen.
Klar ist, dass weder Oldenbarnevelt noch der Statthalter bei ihrer Parteinahme in dem theologischen Streit religiös motiviert waren. Von Moritz ist das Bonmot überliefert, er habe von Theologie keine Ahnung und wisse nicht, ob die Prädestination grau oder blau sei, aber eines wisse er genau: dass seine Musik nicht mit der Oldenbarnevelts harmoniere.
Moritz war ein Gegner des von Oldenbarnevelt ausgehandelten Zwölfjährigen Waffenstillstands. Er hielt ihn militärisch für schädlich und wollte den Krieg gegen Spanien wieder aufnehmen. Dabei hatte er die Unterstützung der calvinistisch dominierten Öffentlichkeit, die hoffte, mit der Fortführung des Krieges auch in den spanisch kontrollierten Südlichen Niederlanden die Reformation einzuführen. Weil Oldenbarnevelt einer kirchlichen Generalsynode die Zustimmung versagte, ergriff der Statthalter Maßnahmen zu deren Vorbereitung und war erfolgreich: Die Generalstaaten ernannten am 6. Oktober 1617 eine Kommission, die die künftige Nationalsynode plante.

## Vorbereitungen
Die Generalstaaten luden die niederländischen Partikular- und Provinzialsynoden ein, je sechs Delegierte (zur Hälfte Pfarrer) zu benennen. Dem Schreiben lagen die fünf Artikel der Remonstranten bei, zu denen man Stellung beziehen sollte; außerdem sollten weitere Probleme (Gravamina) benannt werden können. Grundlage der Beratungen sollte die Bibel sein, leitendes Ziel die Wiederherstellung des kirchlichen Friedens. Beschlüsse sollten mit Mehrheit gefasst werden, Minderheitsmeinungen nicht der Zensur verfallen. Auch die niederländischen Universitäten sollten Professoren entsenden. Eine Reihe von ausländischen Regenten oder reformierten Synoden erhielt gleichfalls eine Einladung mit dem Angebot, eine eigene Delegation von Theologen zur niederländischen Nationalsynode zu entsenden:
- König Jakob I. von England (in Personalunion auch Herrscher von Schottland und Irland);
- die reformierten Synoden von Frankreich;
- Kurfürst Friedrich V. von der Pfalz;
- Landgraf Moritz von Hessen-Kassel;
- die reformierten Städte der Schweiz.

Über Delegationen der Kirchen von Ostfriesland (Emden) und Bremen wurde noch beraten. Jede niederländische Provinz konnte zwei politische Kommissare ernennen, die im Auftrag der Generalstaaten die Geschäftsleitung der Synode innehatten. Als Ort der Synode wurde Dordrecht festgelegt, nachdem zunächst auch Utrecht und Den Haag im Gespräch gewesen waren.

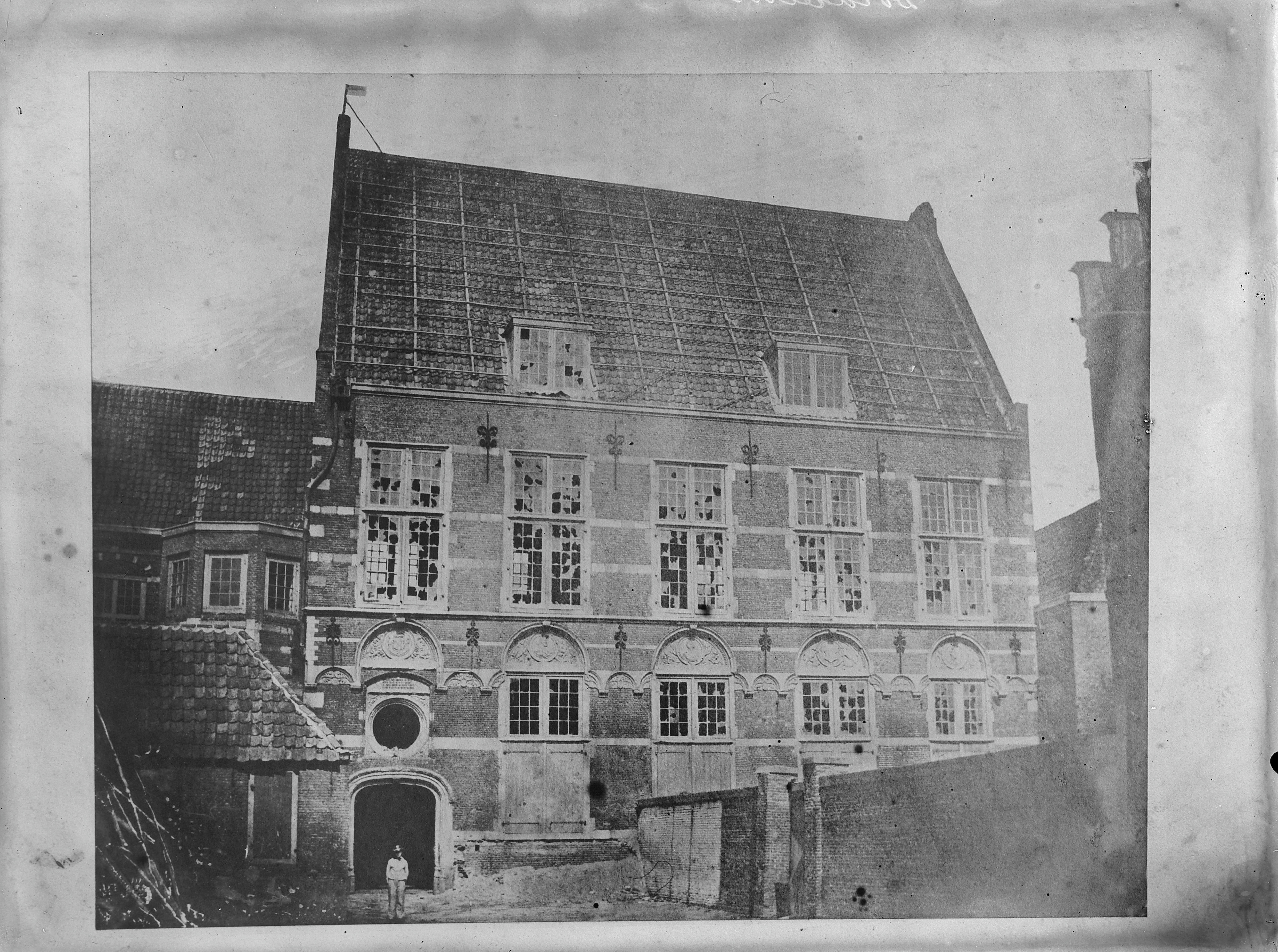
De Kloveniersdoelen in Dordrecht. Im Obergeschoss tagte 1618/19 die Synode (Historische Fotografie, kurz vor dem Abriss 1857)

Während diese Vorbereitungen liefen, verschob sich das politische Kräfteverhältnis: Moritz ließ Oldenbarnevelt am 29. August 1618 unter einem Vorwand verhaften. Er und seine engsten Mitarbeiter sahen nun einem Prozess wegen Landesverrats entgegen. Das hatte mit den Themen der Synode oberflächlich gesehen nichts zu tun, verschlechterte aber die Ausgangslage der Remonstranten erheblich, was den Zeitgenossen klar war.
Am 12. November 1618 trat das Vorbereitungskomitee zusammen, das aus den politischen Kommissaren und den niederländischen Delegierten bestand. Man legte die Sitzordnung in dem größten öffentlichen Gebäude von Dordrecht, De Kloveniersdoelen, fest und gab den ausländischen Theologen und den Professoren gleiches Stimmrecht wie den inländischen Delegierten.
Der in alle reformierten Länder ergangenen Einladung zur Teilnahme leisteten 28 Theologen aus England, Schottland, Deutschland und der Schweiz Folge; Brandenburg beteiligte sich nicht und Frankreich verbot die Beschickung (die Plätze der französischen Delegierten blieben symbolisch frei).

## Eröffnungsphase

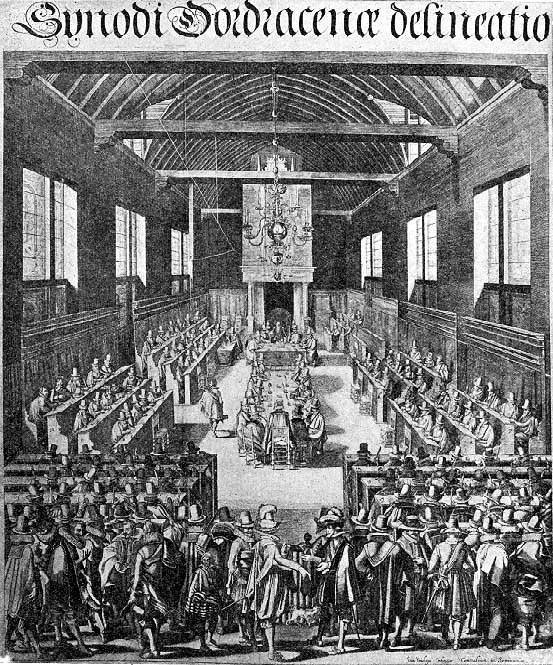
Die Dordrechter Synode: an dem Tisch in der Mitte sitzen die vorgeladenen Remonstranten, an dem kleinen Tisch dahinter das Moderamen (François Schillemans)

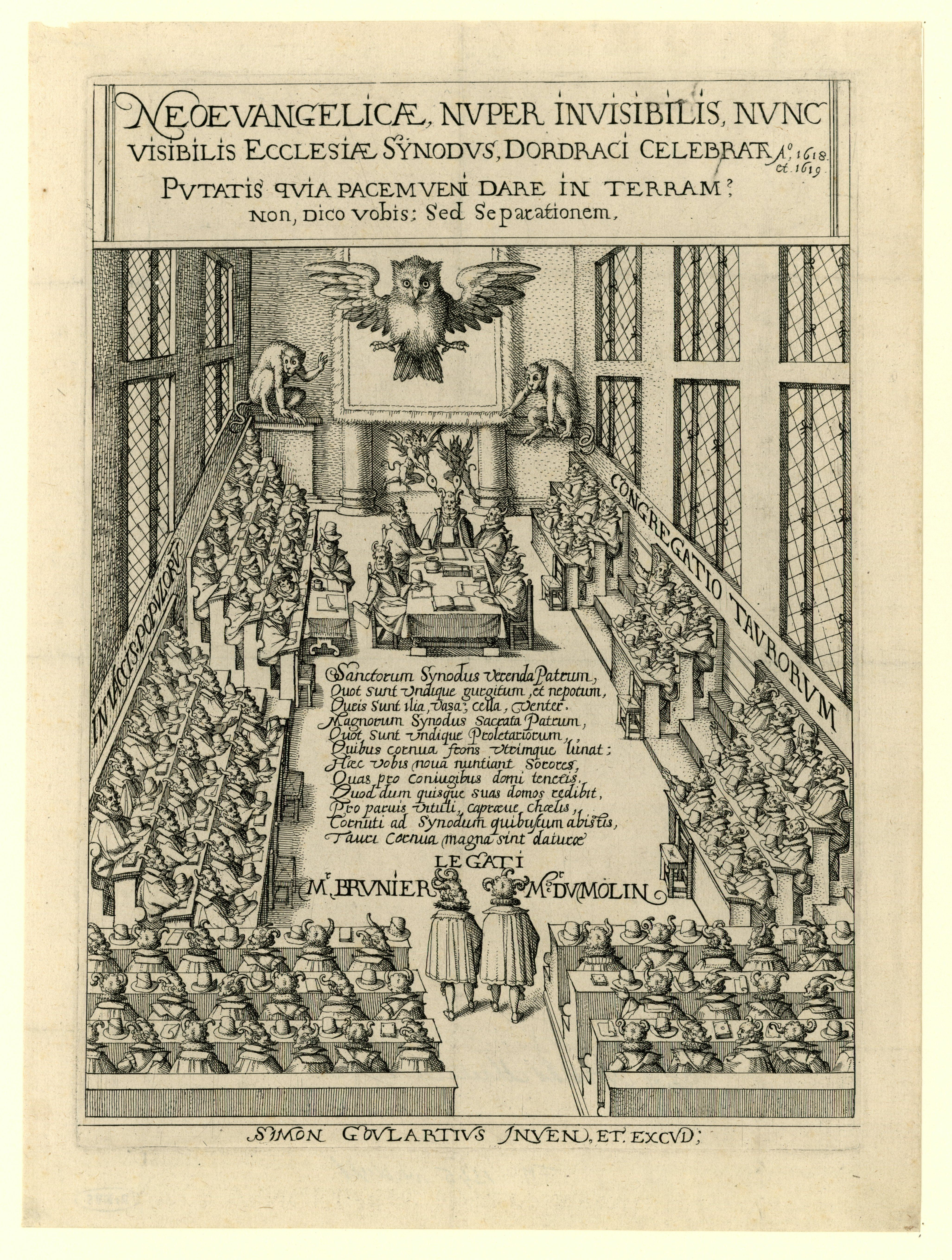
Satirische Darstellung der Dordrechter Synode aus dem Umkreis der Remonstranten: Die Delegierten haben Hörner, den Präses der Synode umfliegen Teufelchen; der zentrale Tisch mit den Remonstranten fehlt

Seit der Generalsynode von Den Haag 1586 war rund dreißig Jahre lang keine nationale Synode der niederländischen reformierten Kirchen mehr zusammengetreten, obwohl dies nach der Kirchenordnung eigentlich alle drei Jahre geschehen sollte. Nach Dordrecht fand die nächste Generalsynode erst wieder 1816 (Allgemeine Synode) statt. Die Synode von Dordrecht, auf deren Zusammentreten man jahrelang hatte warten müssen, sollte die Zerstrittenheit der niederländischen reformierten Kirche beenden und sie als einträchtige und wahre Kirche sichtbar darstellen: ein Erwartungsdruck, der erheblich auf den Delegierten lastete. Das hatte Konsequenzen für den konkreten Ablauf der Verhandlungen, denn es wurde möglichst vermieden, Streit öffentlich zu zeigen. Die Diskussionen wurden daher in nichtöffentliche Gesprächsrunden ausgelagert und so unsichtbar gemacht.
Am 14. November begann die Dordrechter Synode mit zwei Gottesdiensten in niederländischer und französischer Sprache. Die Eröffnungs- und Abschlusspredigt wurde vom Dordrechter Prediger Balthasar Lydius gehalten, der zudem beauftragt war, die Verhandlungen der Synode festzuhalten. Martinus Goris, politischer Kommissar aus Gelderland, hielt die lateinische Eröffnungsrede. Dann wurde das Moderamen gewählt: der Präses Johann Bogermann („ein eindeutiger Scharfmacher und Anhänger des Gomarus“), die beiden Assessoren Jacobus Rolandus und Hermannus Faukelius und die beiden Scribae Sebastiaan Damman und Festus Hommius. Die anwesenden Delegierten bildeten 18 Kollegien: zehn für die Vertreter der niederländischen Synoden, sieben für die ausländischen Delegationen und eines für die Professoren. In diesen Gremien sollten jeweils die Diskussionen des folgenden Tages gruppenweise erarbeitet werden, wobei das Kollegium eine mehrheitliche Stellungnahme (iudicium) vorbereitete, die am Folgetag dem Moderamen vorgetragen wurde. Minderheiten konnten ihr abweichendes Votum ebenfalls vortragen.
Die Synodalen beschlossen, über die fünf Artikel der Remonstranten zu verhandeln, aber diese waren bis auf drei remonstrantische Delegierte aus Utrecht gar nicht anwesend und mussten also erst vorgeladen werden. (Dass Utrecht drei Remonstranten und drei Contraremonstranten entsandt hatte, zeigt, dass dieses Provinzialsynode tief zerstritten war.) Unterdessen, während man auf die Ankunft der Vorgeladenen wartete, konnten die niederländischen Delegierten ihre Gravamina einreichen:
1. Eine neue niederländische Bibel sollte aus dem hebräischen und griechischen Urtext übersetzt werden (Staatenübersetzung). Die ausländischen Delegierten rieten dazu, auch die Apokryphen zu übersetzen, sie aber optisch vom Bibeltext des Alten und Neuen Testaments zu unterscheiden.
2. Der Heidelberger Katechismus sollte im Lauf eines Jahres von den Pfarrern in speziellen Katechismuspredigten erläutert und so in den Gemeinden gründlich bekannt werden.
3. Der kirchliche Unterricht sollte reformiert werden; hier berichteten die ausländischen Delegierten von ihren Erfahrungen.
4. Ein Pfarrer in Batavia, Adriaen Jacobsz Hulsebos, fragte an, wie er bei der Taufe von „Heidenkindern“ verfahren sollte. Die Synode entschied, dass diese erst nach Unterricht im christlichen Glauben getauft werden sollten.
5. Theologiestudenten und Pfarramtskandidaten erhielten die Erlaubnis, unter bestimmten Bedingungen Wortgottesdienste zu leiten, aber keine Sakramentenspendung.

## Lehrregeln (Canones) von Dordrecht
Am 6. Dezember 1618 trafen die Remonstranten, mit dem Leidener Professor Simon Episcopius an der Spitze, in Dordrecht ein. Sie wollten auf Augenhöhe verhandeln, aber man machte ihnen klar, dass sie Vorgeladene seien, die ihre Ansichten vorstellen und erläutern dürften, um sich dann dem Urteilsspruch der Synode zu unterwerfen. Die drei Utrechter Remonstranten, die als Delegierte anwesend waren, mussten sich nun der Gruppe der Remonstranten anschließen. Den Remonstranten war klar, dass sie einer großen Mehrheit von teils ausgesprochenen Contraremonstranten gegenüberstanden. Ihre Strategie bestand darin, bei der Diskussion der Prädestinationslehre zuerst über die Verwerfung, dann über die Erwählung zu verhandeln; „sie wünschten das, weil sie wußten, daß in der Lehre von der Verwerfung die Gegner uneinig waren und Aussicht bestand, für einen Angriff auf diese Lehre Unterstützung bei den ausländischen Delegierten zu finden.“ Die Folge waren lange Diskussionen über die Tagesordnung. Präses Bogerman schloss die Remonstranten dann von der weiteren Sitzung aus; über ihre Theologie wurde also inhaltlich in ihrer Abwesenheit diskutiert. Die Ausgewiesenen mussten bis zum Ende der Synode in Dordrecht bleiben und auf ihr Urteil warten. (Später wurden sie exkommuniziert und aus ihren kirchlichen Ämtern entfernt.)
Nun gaben die einzelnen Kollegien ihre Stellungnahmen zu den fünf Artikeln der Remonstranten ab; ein erster Versuch des Präses, daraus eine Stellungnahme der gesamten Synode zu erstellen, wurde als Werk eines Einzelnen abgelehnt. Eine Redaktionskommission wurde ernannt, die die Lehrregeln von Dordrecht gemeinsam auf Grundlage der eingegangenen Voten der Kollegien erarbeitete: George Carleton (der als einziger Bischof eine gewisse Sonderstellung in der Synode hatte), Abraham Scultetus aus Heidelberg, Giovanni Diodati aus Genf, Johannes Polyander a Kerckhoven aus Leiden, Antonius Walaeus aus Middelburg und Jacobus Trigland der Ältere aus Amsterdam. Sie gingen dabei so vor, dass sie die Reihenfolge der fünf Artikel der Remonstranten übernahmen, aber die Punkte 3 und 4 zusammenzogen.
Während der Erörterung der fünf strittigen Artikel verhinderte der Widerspruch der anglikanischen und deutschen Abgeordneten, darunter insbesondere Matthias Martinius aus Bremen und Georg Cruciger und Rudolph Goclenius aus Marburg, jede offene und klare Feststellung supralapsarischer Thesen, also der Auffassung, bereits vor dem Sündenfall habe Gott bestimmt, dass ein Teil der Menschen verworfen wird, so dass schließlich die Synodal-Canones nur einen wesentlich infralapsarischen Prädestinationsbegriff, d. h. die göttliche Vorbestimmung ist erst nach dem Sündenfall wirksam, aufstellen konnten. Der Supralapsarismus betont Gottes Freiheit sehr stark. Wenn Gott souverän eine Weltordnung schafft, in der es Erwählte und Verworfene gibt, bedeutet das auch: Gott hat das Böse zum Teil dieser Weltordnung gemacht. Das war auch bei den strengen Calvinisten eine Minderheitsposition. Der Infralapsarismus lässt dagegen das Böse als Rätsel bestehen. Dafür zahlt er einen Preis. Er kann nicht erklären, warum Gott nicht verhindert, dass ein Teil der von ihm geschaffenen Menschen verloren geht – mit der Folge, dass Gottes Barmherzigkeit etwas ambivalent erscheint. Die Verfasser der Lehrregeln von Dordrecht waren sich der Uneinigkeit im eigenen Lager bewusst und wählten ihre Worte so, dass Anhänger beider Lehren die Formulierungen in ihrem Sinn verstehen konnten.

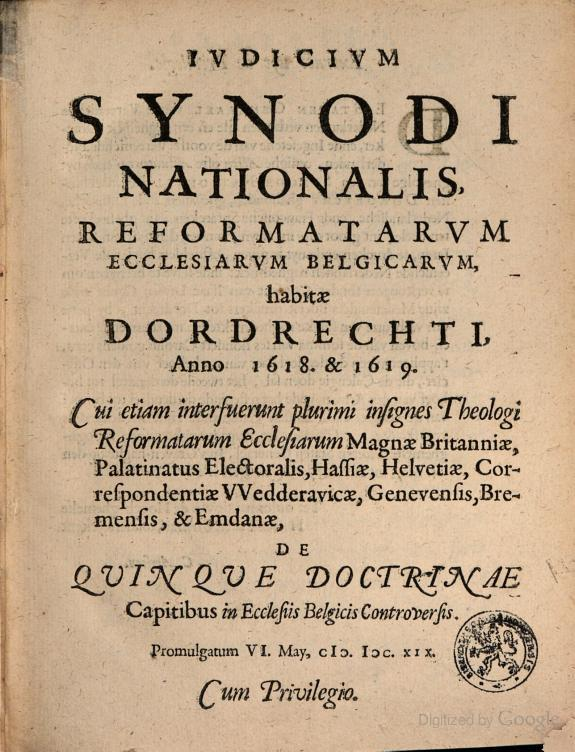
Canones von Dordrecht

Die Canones von Dordrecht entfalten eine antiarminianische, nunmehr verpflichtend gemachte calvinistische Prädestinationslehre mit folgenden Kennzeichen:
- Die Bestimmung der einzelnen Menschen zum ewigen Heil oder zur Verdammnis gründet im ewigen Ratschluss Gottes.
- Nur für die von Ewigkeit her zum Heil erwählten Menschen ist Christus am Kreuz gestorben.
- Nur an den erwählten Menschen wirkt die unwiderstehliche Kraft der göttlichen Gnade.
- Gott lässt nicht zu, dass seine erwählten Menschen aus dem Stand der Rechtfertigung fallen.
- Gottes Heiliger Geist gibt diesen Menschen auch die Gewissheit, dass sie beständig bleiben.

Jede Lehrregel beginnt mit einer Glaubensaussage, der auch römisch-katholische und lutherische Christen zustimmen konnten. Daraus wurde dann die calvinistische Lehre abgeleitet, offenbar mit der Absicht, die Prädestinationslehre als gemeinsames christliches Glaubensgut erscheinen zu lassen, nicht als sektiererische Neuheit. Im Gegenteil werden die Arminianer bezichtigt, Neuheiten einführen zu wollen.
Im April 1619 lagen die Lehrregeln (Canones) schriftlich vor, und nachdem sie von der Synode approbiert worden waren, wurden sie von jedem einzelnen Delegierten unterschrieben. Die Confessio Belgica und der Heidelberger Katechismus wurden in ihrer Gültigkeit als reformierte Bekenntnisschriften bestätigt, und am 6. Mai wurden die Canones feierlich verkündet. Damit endete der internationale Teil der Synode, und die ausländischen Delegierten reisten ab. Sofern Den Haag auf ihrer Route lag, wurden sie dort Zeugen der Enthauptung Oldenbarnevelts am 13. Mai 1619.

## Post-Acta
Nachdem die niederländischen Delegierten unter sich waren, wurden in rascher Folge eine Reihe weiterer Beschlüsse gefasst, unter anderem:
- Revision der niederländischen Kirchenordnung;
- Feststellung des authentischen niederländischen und französischen Textes der Confessio Belgica;
- Bestätigung des Patronatsrechtes;
- Anerkennung der von Wiedertäufern, exkommunizierten Geistlichen usw. gespendeten Taufen.

Am 29. Mai 1619 wurde die Synode feierlich beendet.

## Wirkungen
Kirchliches Leben in den Niederlanden

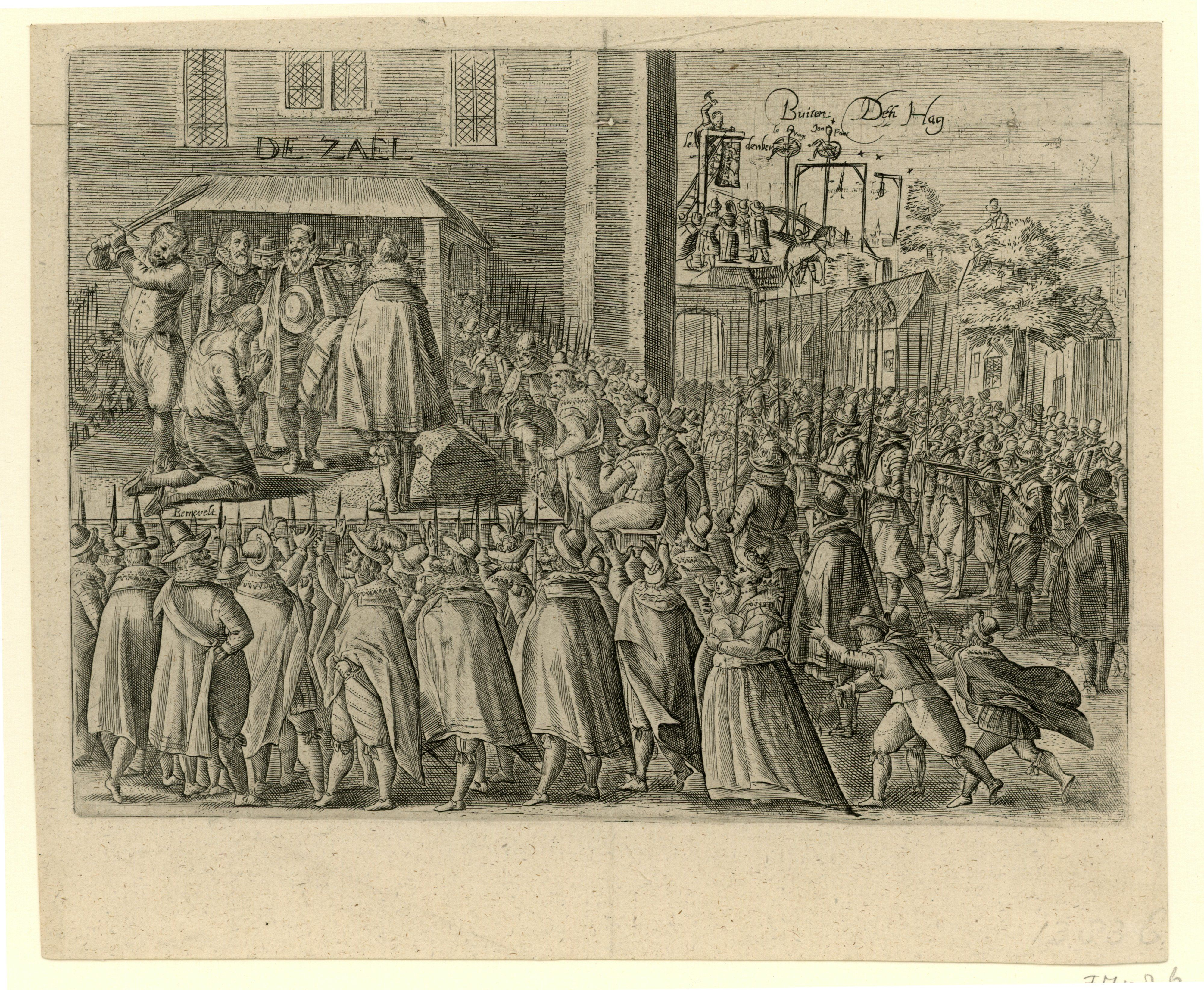
Hinrichtung Oldenbarnevelts (Anonymer Stich, 1698)

Nachdem die Contraremonstranten bereits die Mehrheit in der Pfarrerschaft und in den Konsistorien und Synoden hatten, ermöglichte es ihnen die Synode von Dordrecht, ihre remonstrantischen Gegner ganz aus dem öffentlichen kirchlichen Leben zu verdrängen. Die Contraremonstranten mit ihrer strikten Prädestinationslehre bestimmten fortan das religiöse Erscheinungsbild des jungen Staates. Für auswärtige Beobachter waren die Niederlande ein calvinistisches Land. Gleichwohl blieb die Kirchenmitgliedschaft freiwillig, und 1619 gehörten maximal ein Drittel der Einwohner der Reformierten Kirche an. Der Staat garantierte Gewissensfreiheit, und eine große Zahl religiöser Minderheiten wurde toleriert. Für die Angehörigen dieser Gruppen hatte die Synode von Dordrecht keine Bedeutung, und reformierte Niederländer, die mit Dordrecht nicht übereinstimmten, konnten die Kirche relativ einfach verlassen und sich einer der kleineren Konfessionen anschließen.
Europäische Wirkungen
Moritz von Oranien hatte durch die international besetzte Synode außenpolitisch an Prestige gewonnen. Die evangelisch-reformierten Kirchen Europas hatten in der Prädestinationslehre einen Konsens gefunden, mit dem sie im Konfessionellen Zeitalter gegenüber der Römisch-Katholischen Kirche und dem Luthertum geschlossener auftreten konnten. Durch den politischen Zusammenbruch der Kurpfalz im Dreißigjährigen Krieg übernahmen die Niederlande eine führende Position im kontinentaleuropäischen Calvinismus.
Jubiläen im 20. und 21. Jahrhundert
Im 19. Jahrhundert erlebte die niederländisch-reformierte Kirche weitere Spaltungen, teilweise als neocalvinistische Reaktion auf die moderne Theologie. Für den Neocalvinismus, der seine eigenen Universitäten, Medien und politischen Parteien aufgebaut hatte, war das Jubiläum von Dordrecht 1918/19 ein willkommener Anlass zur Selbstdarstellung. Die Feierlichkeiten zum Jubiläum 2018/19 dokumentieren, dass die Synode vor allem in kirchlichen Kreisen als wichtig betrachtet wird; der Neocalvinismus zeigt sich hier als eine weltweite Bewegung. Einen anderen Blick auf das Ereignis bot Fred van Lieburg, der Dordrecht als „Synodenstadt“ untersuchte: wie Stadtrat und Bevölkerung mit den Delegierten umgingen und ihrer Gastgeberrolle gerecht wurden. Die Stadtverwaltung von Dordrecht organisierte 2018/19 ein vielfältiges, sechs Monate dauerndes Festprogramm unter dem Titel „Ode an die Synode“, darunter Tagungen und Ausstellungen. Zahlreiche christliche Kirchen der Niederlande nahmen das Jubiläum zum Anlass, in der Grote Kerk von Dordrecht eine ökumenische Charta zu unterschreiben (29. Mai 2019). Die Remonstrantische Bruderschaft als Nachfolgeorganisation der in Dordrecht verurteilten Arminianer beging 2019 festlich als 400. Wiederkehr ihres Gründungsjahres und überreichte dem Generalsekretär der Protestantischen Kirche der Niederlande (als Nachfolgeorganisation der Niederländisch-reformierten Kirche) die Fünf Artikel der Remonstranten.